# Vallée de la Marne (vignoble)
Pour les articles homonymes, voir Vallée de la Marne.

Régions viticoles de la Champagne, dont la vallée de la Marne, en saumon.

Le vignoble de la vallée de la Marne est une zone viticole produisant du champagne. Ce vignoble peut être séparé en secteurs distincts qui sont la vallée de la Marne Ouest et la vallée de la Marne Est. La superficie cumulée de ces secteurs avoisine les 8 000 hectares.

## Route touristique du Champagne
Dominant souvent la vallée, cet itinéraire offre de splendides points de vue et vous ouvre les portes de son riche patrimoine. 
Vallée de la Marne Ouest : la plus proche de Paris, sortie n° 19 de l'autoroute A4 commencer par Montreuil-aux-Lions, suivre la rive gauche de la Marne, emprunter la vallée du Surmelin jusqu'à Baulne-en-Brie et poursuivre par la rive droite via Trélou-sur-Marne.
Vallée de la Marne Est : Au départ d'Épernay, suivre la rive droite de la Marne, et retour par la rive gauche.
- Cette route possède l'avantage de se trouver proche de Paris et à cheval sur deux régions ; l'extrême Sud de la Picardie et l'Ouest de l'ancienne région Champagne-Ardenne et deux départements, le « bas de l'Aisne » et la Marne.

### Accès
- À 65 km de Paris par autoroute A4, sortie n° 19 Montreuil-aux-Lions ou 80 km sortie n° 20 à Château-Thierry.

### Principaux villages traversés (vallée de la Marne Ouest)
- Charly-sur-Marne
- Bonneil
- Essômes-sur-Marne
- Fossoy
- Condé-en-Brie
- Trélou-sur-Marne
- Dormans
- Verneuil
- Troissy
- Passy-Grigny
- Vandières
- Châtillon sur Marne

### Points d'intérêts touristiques ouverts au public
- Maison natale de Jean de La Fontaine
- Château-Thierry
- Château de Condé à Condé-en-Brie
- Abbaye cistercienne d'Essômes-sur-Marne
- Dormans et son mémorial
- Verneuil : pont de la Semoigne et église remarquable des XIIe et XIIIe siècles
- Les très nombreux lavoirs dans chacune des communes
- Châtillon-sur-Marne et sa statue du pape Urbain II

### Caves de champagne ouvertes au public
- Caves Champagne Pannier, à Château-Thierry.
- Caves Meteyer, à Trélou-sur-Marne, avec un musée de la vigne et du champagne.
- Caves Sourdet-Diot à La Chapelle-Monthodon, avec audiovisuel sur le champagne.
- Caves Legouge-Copin à Verneuil.
- Caves Champagne A.R. Lenoble, à Damery.
- Caves Champagne Tarlant, à Œuilly.
- Exploitation du Champagne M&S Jobert, à Cerseuil (Mareuil-le-Port).